# Gull Natorp
Gull Natorp (10 de enero de 1880 - 30 de abril de 1962) fue una actriz teatral y cinematográfica de nacionalidad sueca. 

## Biografía
Su verdadero nombre era Alma Gunilla Maria Ericsson, y nació en Estocolmo, Suecia. Gull Natorp debutó en los escenarios en 1905 actuando para Albert Ranft. En 1913 actuó por vez primera en el cine, en la cinta de Mauritz Stiller Mannekängen, participando en un total de más de 80 producciones. Natorp hizo numerosos papeles de reparto en películas rodadas en las décadas de 1930 y 1940. Entre sus papeles destacados figuran el de Condesa Löwencreutz en Kungen kommer (1936), y el de Lovise en Fram för lilla Märta (1945). También actuó en Familjen Björck (1940) como la Tía Inga, y como Malla en la cinta de Ingmar Bergman Sonrisas de una noche de verano (1956). 
Gull Natorp falleció en Estocolmo en el año 1962. Fue enterrada en el Cementerio Norra begravningsplatsen de esa ciudad. Desde 1913 había estado casada con el actor Arthur Natorp. 

## Filmografía (selección)
- 1956 : Sceningång
- 1956 : Främlingen från skyn
- 1955 : Sonrisas de una noche de verano
- 1955 : Stampen
- 1955 : Leka med elden
- 1955 : Giftas
- 1955 : Hoppsan!
- 1954 : Gud Fader och tattaren
- 1954 : Skattefria Andersson
- 1953 : Dansa min docka
- 1953 : Skuggan
- 1953 : Kungen av Dalarna
- 1953 : Flickan från Backafall
- 1952 : Eldfågeln
- 1952 : En fästman i taget
- 1951 : Dårskapens hus
- 1950 : Den vita katten
- 1950 : Fästmö uthyres
- 1950 : Frökens första barn
- 1949 : Skolka skolan
- 1949 : Svenske ryttaren
- 1949 : Hin och smålänningen
- 1948 : En svensk tiger
- 1948 : Kärlek, solsken och sång
- 1948 : Robinson i Roslagen
- 1948 : Var sin väg
- 1947 : Tösen från Stormyrtorpet
- 1947 : En fluga gör ingen sommar
- 1947 : Får jag lov, magistern!
- 1947 : Brott i sol
- 1947 : Dynamit
- 1947 : Den långa vägen
- 1946 : Iris och löjtnantshjärta
- 1946 : Kristin kommenderar
- 1946 : Saltstänk och krutgubbar
- 1945 : 13 stolar
- 1945 : Fram för lilla Märta
- 1945 : Rattens musketörer
- 1944 : Skeppar Jansson
- 1944 : Prins Gustaf
- 1944 : Flickan och Djävulen
- 1943 : I dag gifter sig min man
- 1943 : På liv och död
- 1943 : I mörkaste Småland
- 1943 : Livet på landet
- 1943 : En flicka för mej
- 1943 : Lille Napoleon
- 1943 : Flickan är ett fynd
- 1943 : Ombyte av tåg
- 1942 : En äventyrare
- 1942 : Gula kliniken
- 1942 : Rospiggar
- 1941 : Den ljusnande framtid
- 1941 : Hem från Babylon
- 1941 : Nygifta
- 1941 : Lärarinna på vift
- 1941 : Så tuktas en äkta man
- 1940 : Familjen Björck
- 1940 : Karl för sin hatt
- 1940 : Snurriga familjen
- 1939 : Oss baroner emellan
- 1938 : Du gamla du fria
- 1938 : Sockerskrinet
- 1937 : Pappas pojke
- 1936 : Kungen kommer
- 1935 : Kärlek efter noter
- 1934 : En stilla flirt
- 1933 : Vad veta väl männen?
- 1931 : Markurells i Wadköping
- 1930 : Fridas visor
- 1927 : En perfekt gentleman
- 1925 : Kalle Utter
- 1922 : Thomas Graals myndling
- 1921 : En lyckoriddare
- 1921 : En vildfågel
- 1920 : Erotikon
- 1915 : En av de många
- 1915 : Hans bröllopsnatt
- 1915 : Hans hustrus förflutna
- 1915 : Skomakare, bliv vid din läst
- 1914 : Skottet
- 1913 : Mannekängen

## Teatro (selección)
- 1911 : Äkta makar, de Peter Egge, dirección de Mauritz Stiller, Strindbergs Intima Teater[3]
- 1911 : Försvarsadvokaten, de Ferenc Molnár, dirección de Mauritz Stiller, Strindbergs Intima Teater[4]
- 1911 : Mörkrets makt, de León Tolstói, dirección de Mauritz Stiller, Strindbergs Intima Teater[5]
- 1912 : Miss Williams from New York, de Gustav Wied y Jens Petersen, dirección de Mauritz Stiller, Strindbergs Intima Teater[6]
- 1912 : Leka med elden, de August Strindberg, Strindbergs Intima Teater[7]
- 1921 : Kammarfrun, de Félix Gandéra, dirección de Ernst Eklund, Blancheteatern[8]
- 1922 : Lulu, de Frank Wedekind, dirección de Maria Orska, Blancheteatern[9]
- 1923 : Eliza stannar, de Henry V. Esmond, dirección de Gösta Ekman (sénior), Djurgårdsteatern[10]
- 1924 : Reggies bröllop, de Edward Salisbury Field, dirección de Ernst Eklund, Blancheteatern[11]
- 1924 : Det gick en ängel, de Jacques Bousquet y Henri Falk, dirección de Tollie Zellman, Komediteatern[12]
- 1924 : Portiern på Maxim, de Charles-Anatole Le Querrec, Gustave Quinson y Henri Geroule, dirección de Ernst Eklund, Blancheteatern[13]
- 1924 : Fördraget i Auteuil, de Louis Verneuil, dirección de Einar Fröberg, Blancheteatern[14]
- 1925 : Mannens revben, de William Somerset Maugham, dirección de Erik Berglund, Blancheteatern[15]
- 1925 : Portiern på Maxim, de Charles-Anatole Le Querrec, Gustave Quinson y Henri Geroule, dirección de Ernst Eklund, Blancheteatern
- 1926 : I skolan igen, de André Birabeau, dirección de Mathias Taube, Blancheteatern[16]
- 1926 : Chou-Chou, de Jacques Bousquet y Alexandre Madis, dirección de Einar Fröberg, Blancheteatern[17]
- 1927 : Buketten, de André Birabeau y Georges Dolley, dirección de Erik Berglund, Komediteatern[18]
- 1927 : Skrämda katter, de Margaret Mayo y Aubrey Kennedy, dirección de Erik Berglund, Djurgårdsteatern[19]
- 1927 : Guldgrävare, de Avery Hopwood, dirección de Ernst Eklund, Djurgårdsteatern[20]
- 1927 : Livets gång, de Clemence Dane, dirección de Harry Roeck-Hansen, Blancheteatern[21]
- 1928 : Domprosten Bomander, de Mikael Lybeck, dirección de Harry Roeck-Hansen, Blancheteatern[22]
- 1928 : Fanatiker, de Miles Malleson, dirección de Harry Roeck-Hansen, Blancheteatern[23]
- 1928 : Mary Dugans process, de Bayard Veiller, dirección de Harry Roeck-Hansen, Blancheteatern[24]
- 1929 : Såna barn, de Maxwell Anderson, dirección de Erik Berglund, Blancheteatern[25]
- 1929 : Maya, de Simon Gantillon, dirección de Harry Roeck-Hansen, Blancheteatern[26]
- 1929 : Hotell Pompadour, de Walter Hackett, dirección de Harry Roeck-Hansen, Blancheteatern[27]
- 1929 : Så förtjusande människor, de Michael Arlen, dirección de Einar Fröberg, Blancheteatern[28]
- 1929 : Brevet, de William Somerset Maugham, dirección de Harry Roeck-Hansen, Blancheteatern[29]
- 1929 : Cocktails, de Leslie Howard, dirección de Harry Roeck-Hansen, Blancheteatern
- 1930 : Ett dubbelliv, de Henri-René Lenormand, dirección de Harry Roeck-Hansen, Blancheteatern[30]
- 1930 : Den heliga lågan, de William Somerset Maugham, dirección de Harry Roeck-Hansen, Blancheteatern[31]
- 1930 : En man till påseende, de Frederick Lonsdale, dirección de Per-Axel Branner, Blancheteatern[32]
- 1930 : Storken, de Thit Jensen, dirección de Harry Roeck Hansen, Blancheteatern
- 1931 : Moderskärlek, de August Strindberg, dirección de Harry Roeck-Hansen, Blancheteatern[33]
- 1931 : Trångt om saligheten, de Valentin Katajev, dirección de Harry Roeck-Hansen, Blancheteatern
- 1931 : Lidelser, de August Villeroy, dirección de Sture Baude, Blancheteatern[34]
- 1931 : Madame ordnar allt, de M. Aubergson, dirección de Harry Roeck-Hansen, Blancheteatern[35]
- 1931 : Skomakarkaptenen i Köpenick, de Carl Zuckmayer, dirección de Per Lindberg, Vasateatern[36]
- 1931 : Mammas förflutna, de Paul Osborn, dirección de Tollie Zellman, Vasateatern[37][38]
- 1932 : Frihetsligan, de Jules Romains, dirección de Per Lindberg, Vasateatern[39]
- 1932 : Till Hollywood, de George S. Kaufman y Marc Connelly, dirección de Gösta Ekman (sénior), Vasateatern[40]
- 1934 : Oväder, de August Strindberg, dirección de Alf Sjöberg, Dramaten
- 1934 : Flickor i uniform, de Christa Winsloe, dirección de Harry Roeck Hansen, Blancheteatern[41]
- 1935 : Processen Bennet, de Edward Wooll, dirección de Harry Roeck-Hansen, Blancheteatern[42]
- 1935 : Familjen Cantrell, de Louis de Geer, dirección de Ester Roeck-Hansen, Blancheteatern[43]
- 1935 : Bizarr musik, de Rodney Ackland, dirección de Harry Roeck-Hansen, Blancheteatern[44]
- 1935 : Han, hon och han, de Noël Coward, dirección de Ragnar Arvedson, Blancheteatern[45]
- 1935 : Härmed hava vi nöjet, de Kar de Mumma, Karl-Ewert y Alf Henrikson, dirección de Harry Roeck-Hansen, Blancheteatern[46]
- 1935 : Livets gyllene ögonblick, de Keith Winters, dirección de Harry Roeck-Hansen, Blancheteatern[47]
- 1936 : Bättre mans barn, de Gertrude Friedberg, dirección de Harry Roeck-Hansen, Blancheteatern[48] y Vasateatern[49]
- 1936 : Måste, de Emlyn Williams, dirección de Arthur Natorp, Blancheteatern[50]
- 1936 : Han som ville bli bedragen, de Fernand Crommelynck, dirección de Per Lindberg, Vasateatern[51]
- 1936 : Melodien som kom bort, de Kjeld Abell, dirección de Per Lindberg, Vasateatern[52][53]
- 1936 : Getingboet, de G.S. Donisthorpe, dirección de Harry Roeck-Hansen, Blancheteatern[54]
- 1936 : De oskyldiga, de Lillian Hellman, dirección de Harry Roeck-Hansen, Blancheteatern[55]
- 1936 : En dotter av Kina, de Hsiung Shih-i, dirección de Johan Falck, Blancheteatern[56]
- 1938 : George and Margaret, de Gerald Savory, dirección de Edvin Adolphson, Teatro Oscar[57][58]
- 1942 : Kvinnan väntar, de Artur Lundkvist, dirección de Anna Norrie y Sandro Malmquist, Folkan[59]
- 1943 : Arsénico y encaje antiguo, de Joseph Kesselring, dirección de Torsten Hammarén, Teatro Oscar[60]
- 1944 : Det ljusnar vid 7-tiden, de Paul Osborn, dirección de Harry Roeck-Hansen, Blancheteatern[61]
- 1944 : Arsénico y encaje antiguo, de Joseph Kesselring, dirección de Hasse Ekman, Teatro Oscar[62]
- 1944 : Det evigt manliga, de Philip Barry, dirección de Harry Roeck-Hansen, Blancheteatern[63]
- 1944 : Den obetvingade segern, de Maxwell Anderson, dirección de Sam Besekow, Blancheteatern[64]
- 1944 : Cocktails, de Leslie Howard, dirección de Rudolf Wendbladh, Blancheteatern[65]
- 1945 : La importancia de llamarse Ernesto, de Oscar Wilde, dirección de Harry Roeck-Hansen, Blancheteatern[66]
- 1946 : El zoo de cristal, de Tennessee Williams, dirección de Per Knutzon, Malmö stadsteater
- 1947 : Solfjädern, de Oscar Wilde, dirección de Martha Lundholm, Vasateatern[67]
- 1948 : Kärlekens komedi, de Henrik Ibsen, dirección de Martha Lundholm, Vasateatern[68]
- 1949 : Maskerad, de Ludvig Holberg, dirección de Gunnar Skoglund, Vasateatern[69]
- 1949 : Inte för er, mina damer, de Sacha Guitry, dirección de Martha Lundholm, Vasateatern[70]
- 1949 : Harvey, de Mary Chase, dirección de Martha Lundholm, Vasateatern[71]
- 1950 : Dafne, de James Bridie, dirección de Ernst Eklund, Vasateatern[72]
- 1950 : Ungkarlsmamman, de Marc-Gilbert Sauvajan y Fred Jackson, dirección de Martha Lundholm, Vasateatern[73]
- 1951 : Skaffa mig en våning, de Doris Frankel, dirección de Per Gerhard, Vasateatern[74]
- 1951 : Inte för er, mina damer, de Sacha Guitry, dirección de Martha Lundholm, Vasateatern
- 1955 : Äktenskapsmäklerskan, de Thornton Wilder, dirección de Per Gerhard, Vasateatern[75]